# Yevgueni Petrov (escritor)
Yevgueni Petrov (Евгений Петров fue el seudónimo utilizado por Yevgueni Petróvich Katáev Евгений Петрович Катаев; en ucraniano: Євген Петрович Катаєв Odessa, 13 de diciembre de 1903 – Rostov, 2 de julio de 1942) fue un conocido escritor soviético de la década de 1920 y 1930. Trabajó frecuentemente en colaboración con Iliá Ilf, hermano de Valentín Katáev.
Con la invasión de la Alemania Nazi a la Unión Soviética, Petrov se convirtió en corresponsal de guerra. Murió en un accidente aéreo en su regreso a Sebastopol.

## Algunas publicaciones
- Двенадцать стульев (Doce Sillas). Novela. 1928
- Светлая личность (Brillante personalidad). Erzählung. 1928
- 1001 день, или Новая Шахерезада (1001 Días Nuevos). Ciclo de novelas satíricas. 1929
- Необыкновенные истории из жизни города Колоколамска (Historias extraordinarias de la vida en la ciudad Kolokolamsk). Ciclo de novelas satíricas. 1929
- Золотой телёнок (El becerro de oro y la caza para el millón). Novela. 1931
- Одноэтажная Америка (A ras del suelo en América). Reisetagebuch. 1936
- Тоня (Tonya). Novela. 1937

## Literatura
- Iliá Erenburg. Menschen – Jahre – Leben (Memoiren), Múnich 1962, Sonderausgabe München 1965, vol. II 1923–1941, Portrait Ilf/Petrow pp. 309-314, ISBN 3-463-00512-3